# 興安府
興安府，清代陝西省的府。

兴安府在陕西省的位置（1820年）

考评：繁，疲，難。隸陝安道。總兵駐。明朝曰興安州，領縣六。乾隆四十七年（1782年）升府，置安康縣為府治，并省漢陰縣入之。五十五年，復置漢陰廳。領廳一，縣六：安康縣、平利縣、洵陽縣、白河縣、紫陽縣、石泉縣、漢陰廳。道光二年（1822年）升磚坪營為磚坪廳，領廳二，縣六。